# Bufalino
De familie Bufalino is een Amerikaanse maffiaorganisatie uit Pennsylvania. Zij heeft een lange en uitgebreide geschiedenis daterend vanaf circa 1900. Ze zijn vooral bekend als de organisatoren van de Conferentie van Apalachin waarbij meer dan zestig bazen van verschillende maffiafamilies bijeenkwamen. De zelfbenoemde moordenaar van Jimmy Hoffa, Frank Sheeran, zou een metgezel van de familie Bufalino zijn geweest.

## Leiders
- 1900-1903 – Tommaso Petto
- 1903-1908 – Stefano LaTorre
- 1908-1933 – Santo Volpe
- 1933-1940 – Giovanni "John" Sciandra
- 1940-1959 – Giuseppe "Joe the Barber" Barbara, Sr.
  - Waarnemend 1956-1959 – Russell Bufalino (Rosario Alberto Bufalino)
- 1959-1994 – Russell Bufalino
  - Waarnemend 1975-1989 – Edward "Eddie The Conductor" Sciandra
  - Waarnemend 1990-1994 – William "Big Dilly" D'Elia
- 1994-2008 – William "Big Dilly" D'Elia

## Bekende leden
- Frank Sheeran (metgezel)